# 雑草 (曲)
「雑草」（ざっそう）は、HIKAKIN & SEIKINの2枚目のシングルである。2017年10月19日に自主制作で音楽配信された。2018年7月22日にはUUUM RECORDSからCD盤が発売された。

## 概要
前作「YouTubeテーマソング」から約2年ぶりにリリース。
この楽曲は総合監修をHIKAKIN、作詞作曲をSEIKIN、編曲を前作同様サウンドプロデューサーのTeddyLoidが手がけた。
YouTubeではMVが公開され、3日で400万回を超える再生回数となったほか、iTunes総合ランキングでは1位を獲得した。YouTubeの再生回数は、2025年1月現在6700万回を突破している。
楽曲のテーマには、HIKAKINが下積み時代にスーパーで働いてたことや、SEIKINが高校を卒業して一度は東京の大学に進学したものの中退したり、就職後も過労死寸前のレベルで働いていたりしたことなどを振り返り「どんな荒れた土地の雑草でも必ず花が咲く」という思いが込められている。

## 収録曲
| 全作詞・作曲: SEIKIN、全編曲: TeddyLoid。 |           |        |            |      |
| #                                         | タイトル  | 作詞   | 作曲・編曲 | 時間 |
| 1.                                        | 「雑草」  | SEIKIN | SEIKIN     | 4:42 |
| 合計時間:                                 | 合計時間: | 4:42   |            |      |

## CD盤収録曲
| 全作詞・作曲: SEIKIN、全編曲: TeddyLoid。 |          |        |            |
| #                                         | タイトル | 作詞   | 作曲・編曲 |
| 1.                                        | 「雑草」 | SEIKIN | SEIKIN     |